# Rossebändiger

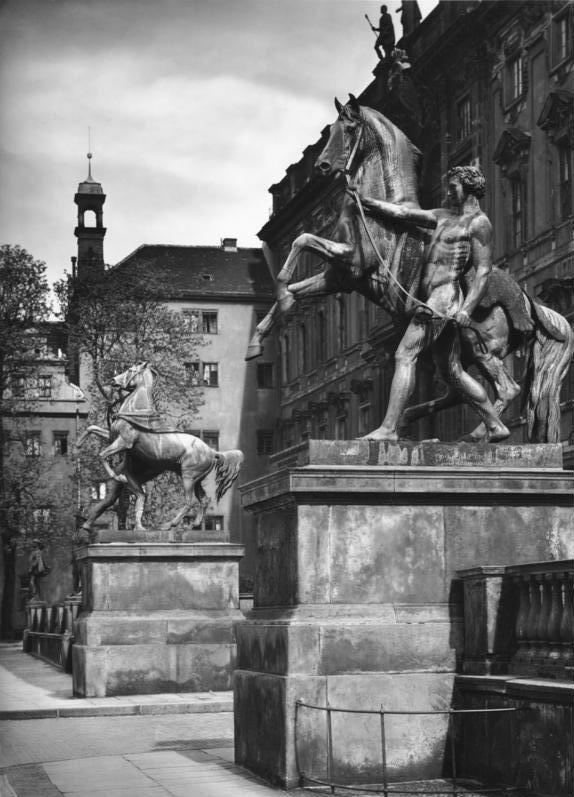
Les Rossebändiger au château de Berlin.

Les Rossebändiger (« dresseurs de chevaux ») sont deux statues équestres en bronze représentant un dresseur de chevaux et son cheval qui étaient situées de 1846 à 1950 sur la terrasse du jardin de loisirs du château de Berlin.
Avant la démolition du château en 1950 par le gouvernement communiste de la République démocratique allemande (RDA), les statues qui avaient survécu aux bombardements de la Seconde Guerre mondiale ont été transférées au parc Heinrich-von-Kleist dans l'arrondissement de Tempelhof-Schöneberg de la capitale allemande.
Leur sculpteur, Peter Clodt von Jürgensburg, a créé également des moulages supplémentaires pour le palais royal de Naples et le pont Anitchkov à Saint-Pétersbourg.

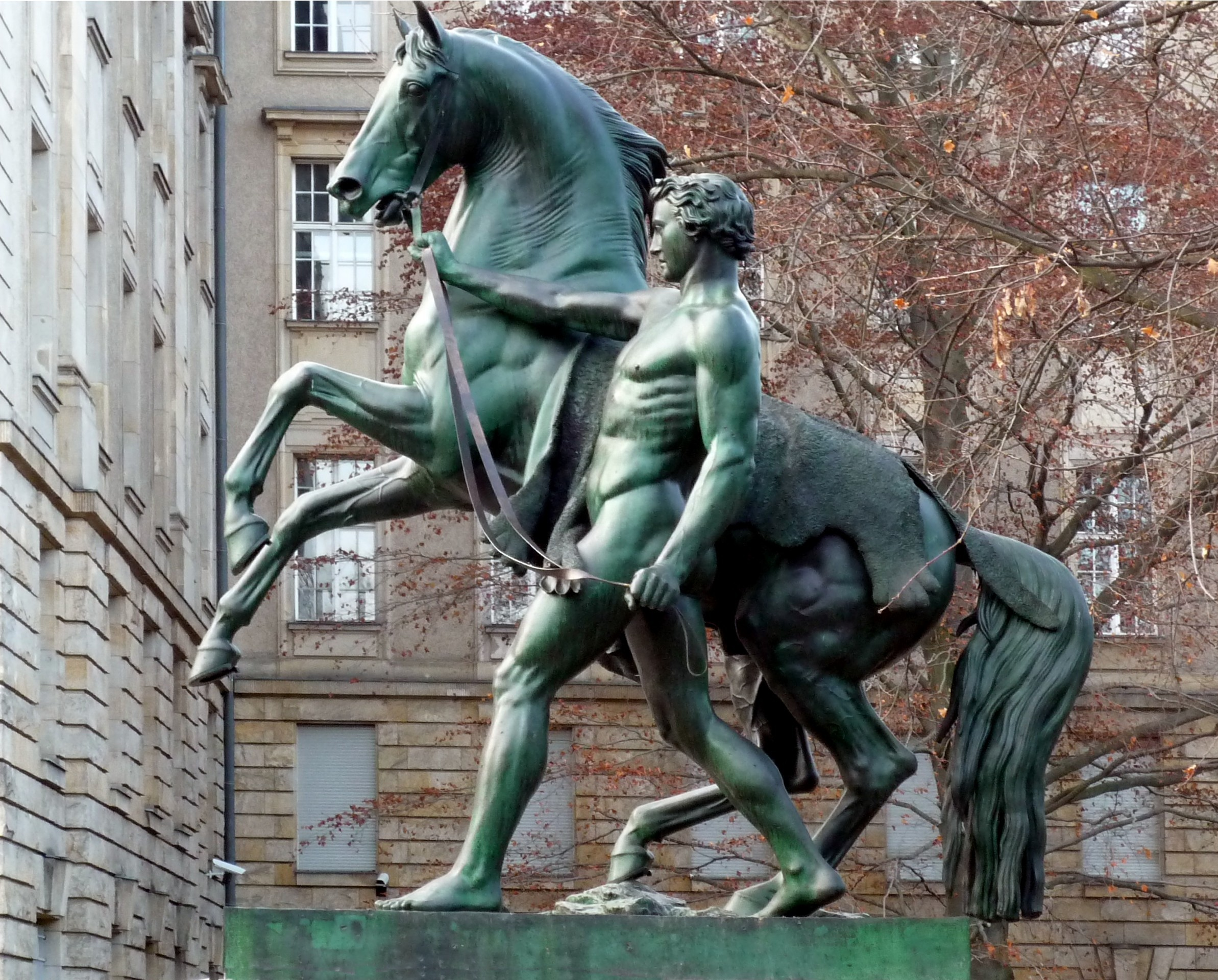
Un des Rossebändiger transféré au parc Heinrich-von-Kleist.
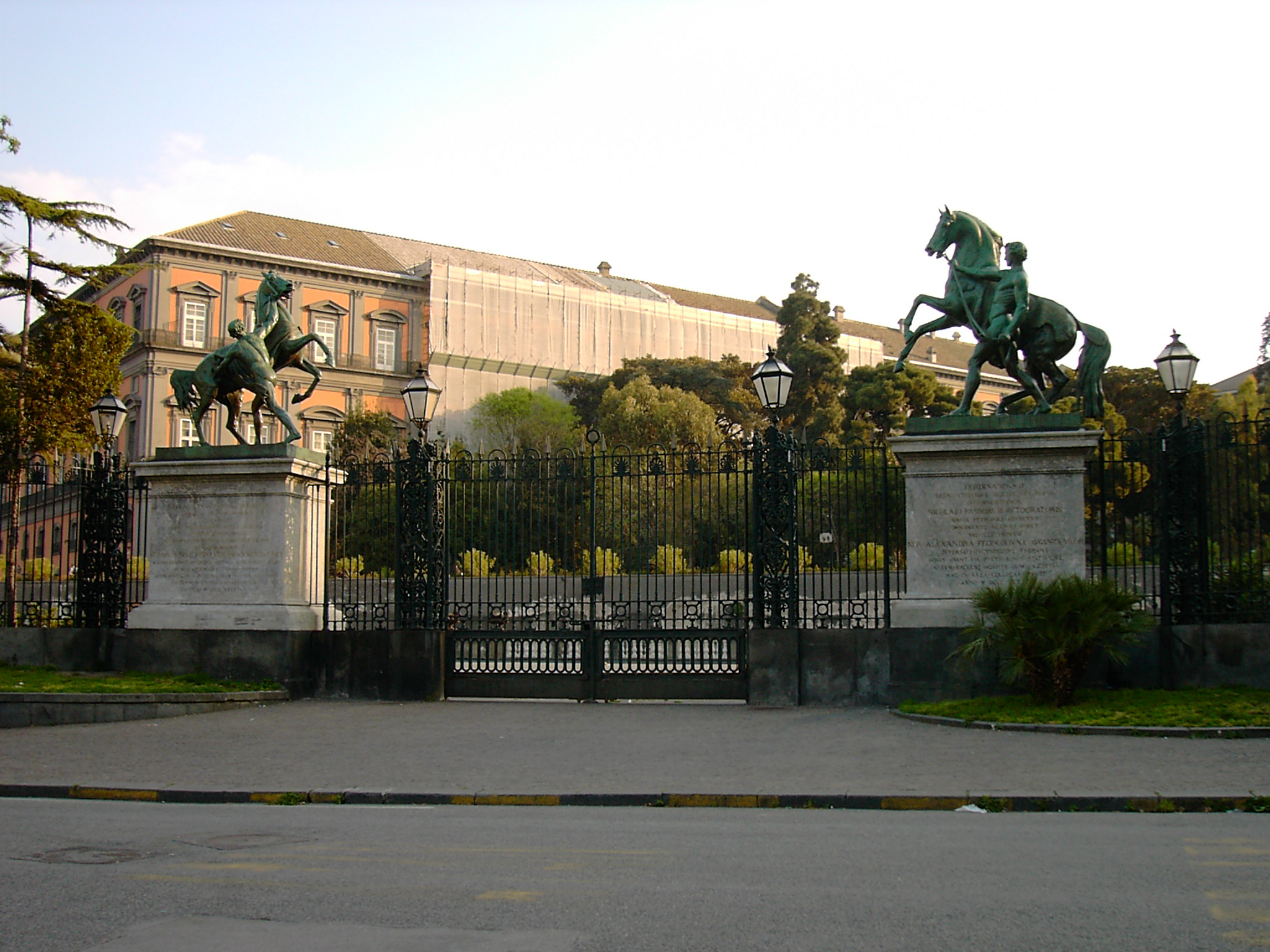
Rossebändiger devant le palais royal de Naples.
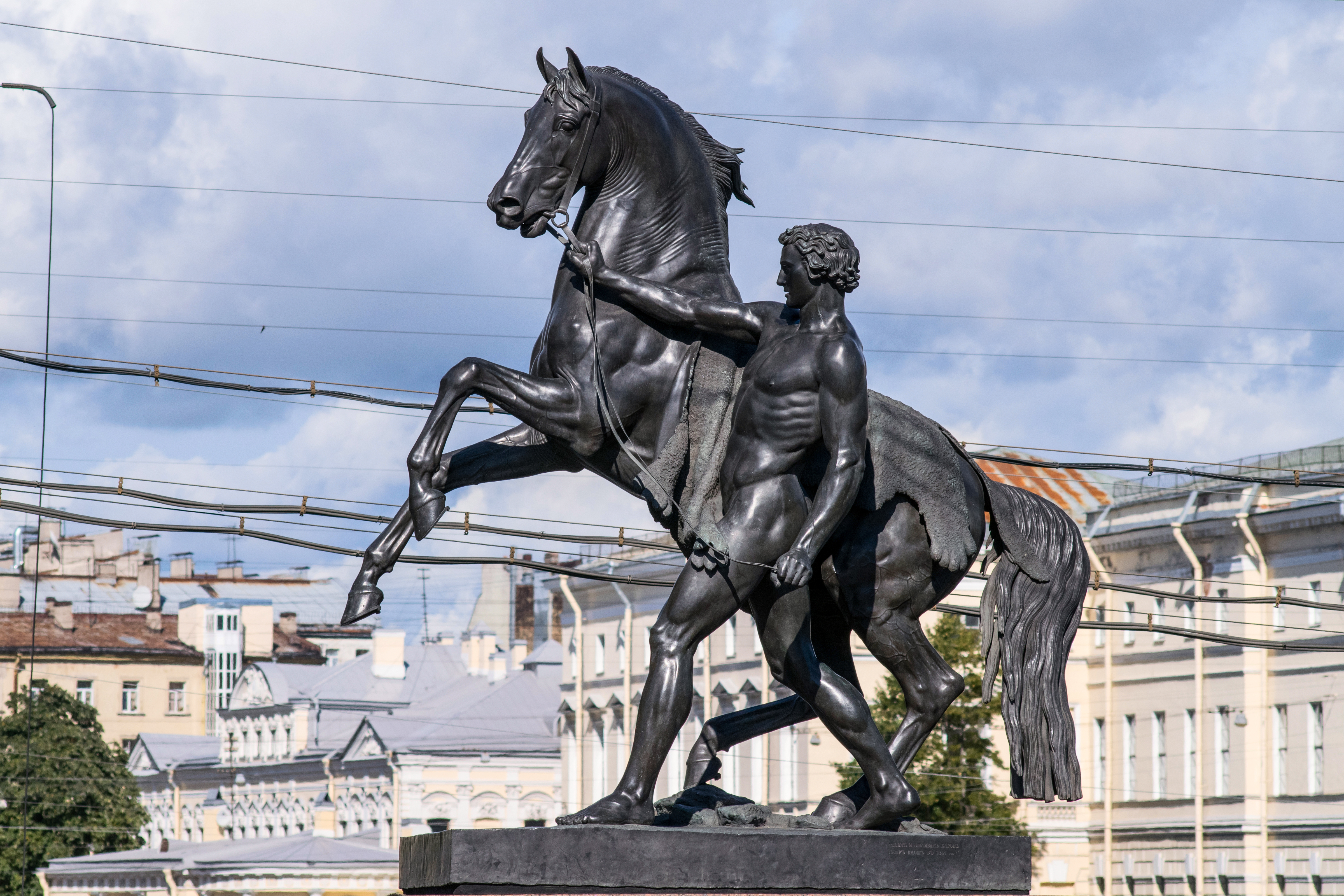
Un des Rossebändiger sur le pont Anitchkov à Saint-Pétersbourg.
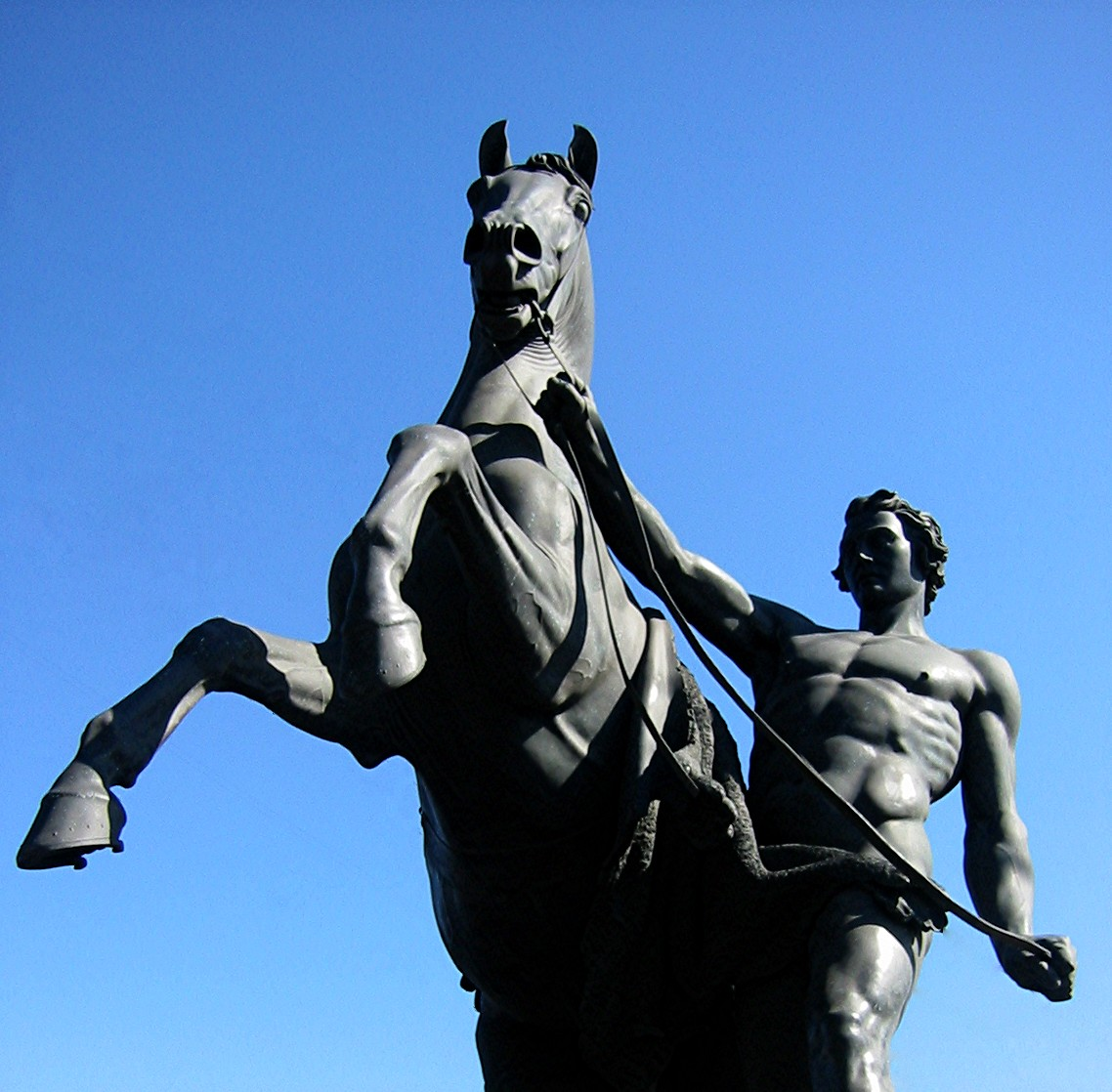
Un des Rossebändiger sur le pont Anitchkov.